# Ticián
A Ticián a latin Titianus nemzetségnévből származik, a jelentése Titius nemzetséghez tartozó. Női párja: Ticiána.

## Gyakorisága
Az 1990-es években szórványos név, a 2000-es években nem szerepel a 100 leggyakoribb férfinév között.

## Névnapok
- január 26.[2]

## Híres Ticiánok
- Tiziano Ferro – olasz popénekes